# Драгънфорс
Драгънфорс са британска пауър метъл група от Лондон. Групата е създадена през 1999 г. от китаристите Херман Ли и Сам Тотман и са известни със своите дълги и бързи китарни сола, текстове с фентъзи тематика и ретро звук, повлиян от видеоигри. Самата банда наричат музиката си "екстремен пауър метъл".

## Музикален стил
Най-характерното нещо за стила на Драгънфорс е бързото темпо и двойният китарен звук. Китаристите Херман Ли и Сам Тотман свирят във високия регистър на инструментите си и често използват „звънтящи“ арпежи и бързи бендове в солата. Много хора описват стила на групата като пауър метъл, но в интервю с Guitar World Херман Ли обяснява, че стилът им е по-скоро „нинтендо метъл“, „екстремен пауър метъл“, „Джърни среща Слейър“ и т.н.

## История

### Ранни години иValley Of The Damned(1999 – 2003)
Драгънфорс са основани през 1999 година от китаристите Херман Ли и Сам Тотман под името DragonHeart. Двамата са работели заедно и преди в хевиметъл групата Demoniac. По-късно към тях се присъединяват вокалистът Зет Пи Търт, първият барабанист на Demoniac Матей Сетинк, басистът Стив Скот и кийбордистът Стив Уилямс. DragonHeart издават демо и участват в съвместно турне с Халфорд и Стратовариус. По-късно намират друга пауър метъл група с името DragonHeart и се преименуват на DragonForce (2002).
Сетинк напуска групата през декември 1999, за да продължи обучението си в Словения. Бива заместен от Дидиер Алмузни. През 2000 напускат и Уилямс и Скот, като Уилямс отново се присъединява, но напуска отново през декември 2000, съвсем скоро след турнето с Халфорд и Стратовариус. Басистът Дийкън Харпър се присъединява през ноември 2000 заедно с кийбордиста Вадим Пружанов. Харпър записва басовите партии за дебютния албум на групата Valley Of The Damned, но напуска през 2002 заради проблем със сухожилията.
Дебютният албум на Драгънфорс Valley Of The Damned излиза през 2003 и е издаден от Noise Records. След издаването му групата тръгва на турне, което приключва през 2004 в Токио, Япония.